# Strukturálně postižený region
Strukturálně postižený region představuje specifickou oblast, která čelí dlouhodobým ekonomickým, sociálním a environmentálním problémům způsobeným především strukturálními změnami v průmyslu a ekonomice. Tyto regiony bývají charakterizovány útlumem klíčových odvětví, jako je těžba nebo těžký průmysl, vysokou nezaměstnaností, nízkou atraktivitou pro investory a zhoršujícími se životními podmínkami obyvatel.

## Strukturálně postižené regiony v České republice

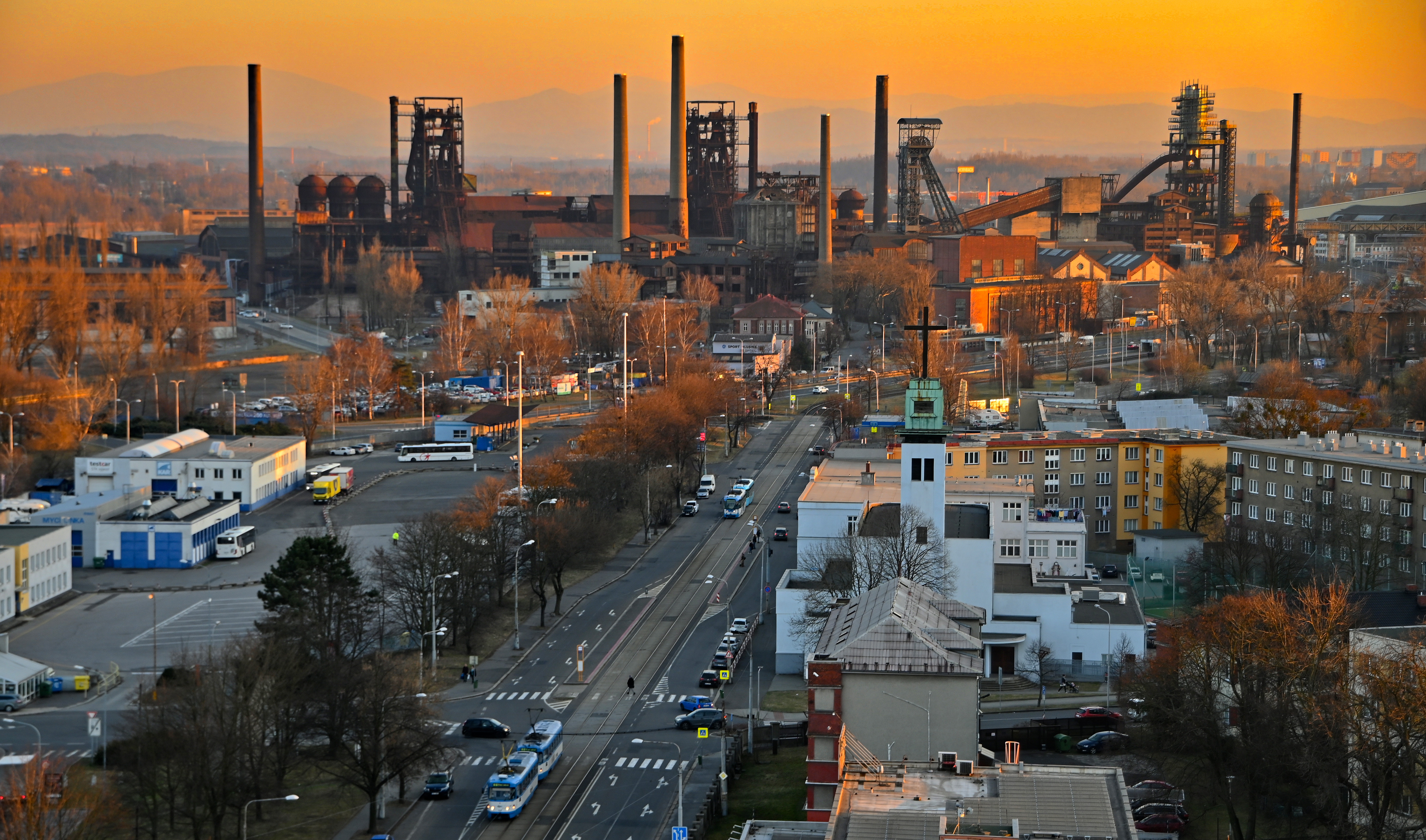
Ostrava areál Dolní Vítkovice - příklad strukturálně postižené oblasti procházející revitalizací

Strukturálně postižené regiony ČR jsou oblasti, které čelí výrazným ekonomickým a sociálním problémům způsobeným útlumem tradičních průmyslových odvětví. Tyto problémy zahrnují vysokou míru nezaměstnanosti, úbytek pracovních příležitostí a nedostatečnou diverzifikaci ekonomiky. Metoda vymezení strukturálně postižených regionů, kterou vytvořilo Ministerstvo pro místní rozvoj České republiky v rámci vymezování cílových regionů soustředěné podpory státu, je založena na čtyřech klíčových ukazatelích, které hodnotí ekonomickou situaci a pracovní trh v daných oblastech.
- Prvním ukazatelem je podíl zaměstnanosti v průmyslu na celkové zaměstnanosti, který má váhu 0,3.
- Druhý ukazatel hodnotí vývoj zaměstnanosti v průmyslu od roku 1990, s váhou 0,2.
- Třetí ukazatel se zaměřuje na míru nezaměstnanosti v regionu k 31. prosinci daného roku a využívá souhrnné hodnocení zahrnující nezaměstnanost, dlouhodobou nezaměstnanost a tlak na pracovní místa. Tento ukazatel má váhu 0,4.
- Čtvrtý ukazatel vyjadřuje počet soukromých podnikatelů na 1000 obyvatel, přičemž váha je 0,1.

Pro každý ukazatel byl stanoven koeficient, který je vynásoben jeho váhou, čímž vznikne výsledné hodnocení pro každý okres. Tento souhrnný koeficient pomáhá identifikovat regiony s největšími strukturálními problémy.
Na základě této metody byly roku 2000 vytyčeny strukturálně postižené okresy/regiony ČR. Tento seznam obsahuje okresy: Most, Karviná, Teplice, Chomutov, Děčín, Kladno, Ostrava-město, Přerov, Louny a Frýdek-Místek.

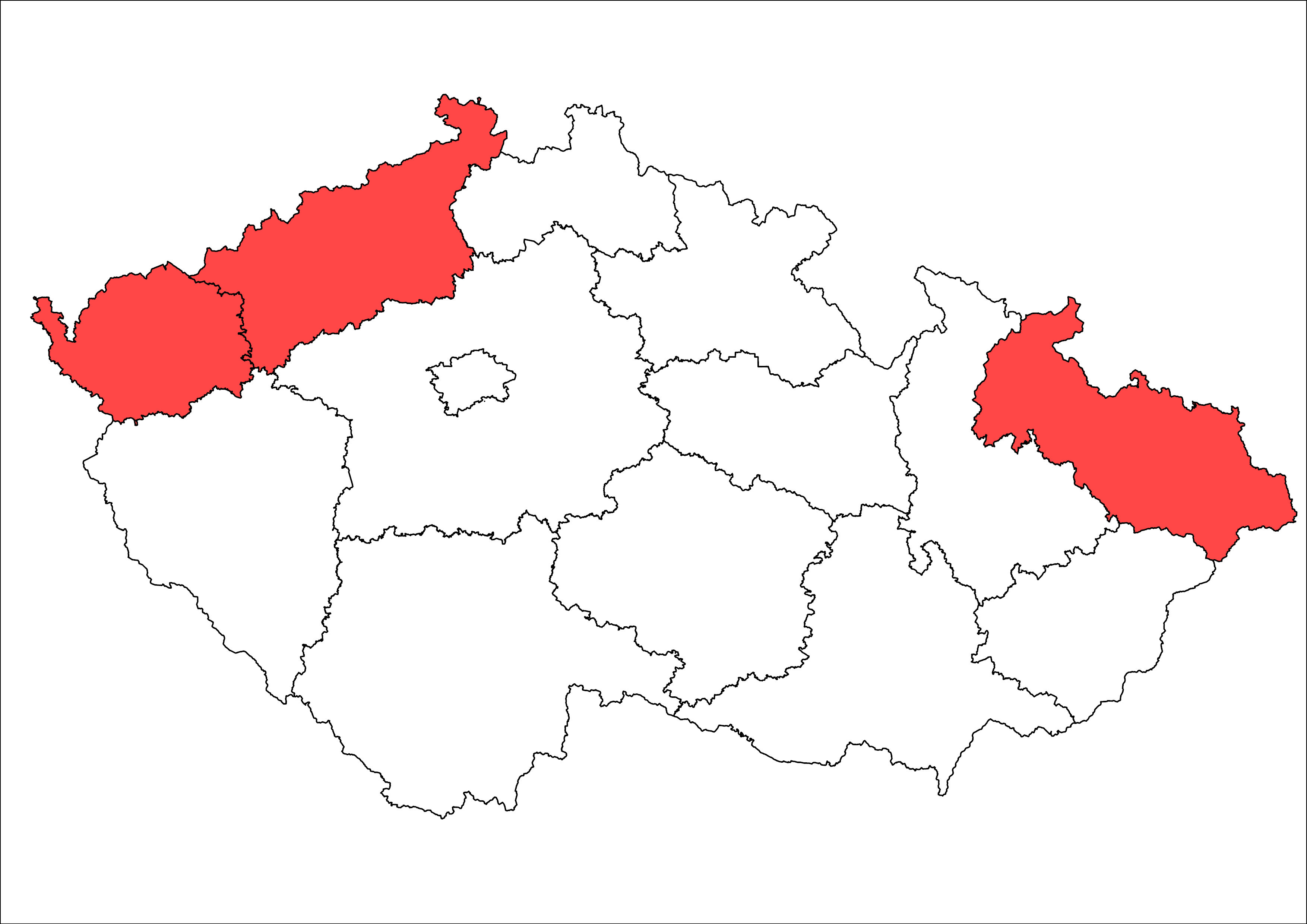
Strukturálně postižené kraje ČR

Tři hlavní strukturálně postižené kraje vytyčené těmito ukazateli jsou Karlovarský kraj, Moravskoslezský kraj a Ústecký kraj. Tyto kraje se v minulosti zaměřovaly na těžbu, zpracovatelský a chemický průmysl, dnes čelí nízkému ekonomickému růstu a výrazně zaostávají za nejvyspělejšími oblastmi Česka. Mezi příčiny ekonomických problémů patří nízká atraktivita pro život, omezené možnosti perspektivních pracovních míst, zejména pro mladé a kvalifikované odborníky, a nevhodné podmínky pro podnikání. Tyto regiony však mají potenciál pro rozvoj činností s vyšší přidanou hodnotou.
Z Usnesení vlády č. 952 ze dne 11. prosince 2013, č. 73 ze dne 22. listopadu 2014 a č. 826 ze dne 19. října 2015 byla schválena strategie hospodářské restrukturalizace Ústeckého, Moravskoslezského a Karlovarského kraje - programu RE:START. Tato strategie se má věnovat strukturálně postiženým krajům České republiky.